# Икгополенг, Хумисо
Хумисо Стивен Икгополенг (англ. Khumiso Stephen Ikgopoleng; род. 5 декабря 1979) — ботсванский боксёр, представитель легчайшей и полулёгкой весовых категорий. Выступал за сборную Ботсваны по боксу в 2000-х годах, бронзовый призёр Всеафриканских игр, победитель и призёр многих турниров международного значения, участник двух летних Олимпийских игр. Также известен как тренер по боксу.

## Биография
Хумисо Икгополенг родился 5 декабря 1979 года в городе Лобаце Юго-Восточного округа Ботсваны.
Начал заниматься боксом, чтобы сбросить лишний вес, но со временем по-настоящему увлёкся этим видом спорта и стал показывать достаточно высокие результаты. Проходил подготовку в Габороне в столичном боксёрском клубе Tsholofelo под руководством тренера Франса Мабилетсы.
Дебютировал на взрослом международном уровне в сезоне 2000 года, когда вошёл в состав ботсванской национальной сборной и выступил на турнире Хиральдо Кордова Кардин на Кубе, где в легчайшей весовой категории дошёл до стадии четвертьфиналов.
В 2002 году выступил на Играх Содружества в Манчестере.
В 2003 году вновь участвовал в Хиральдо Кордова Кардин.
Выиграв африканскую олимпийскую квалификацию в Габороне, удостоился права защищать честь страны на летних Олимпийских играх 2004 года в Афинах, причём на церемонии открытия ему доверили нести знамя Ботсваны. Уже в стартовом поединке категории до 57 кг со счётом 16:25 потерпел поражение от нигерийца Муйдина Ганью и сразу же выбыл из борьбы за медали.
После афинской Олимпиады Икгополенг спустился в легчайшую весовую категорию и продолжил принимать участие в крупнейших международных турнирах. Так, в 2007 году он завоевал бронзовую медаль на Всеафриканских играх в Алжире и выступил на чемпионате мира в Чикаго, где дошёл до стадии 1/16 финала.
В 2008 году выиграл ботсванское национальное первенство в полулёгком весе, взял бронзу на Кубке президента АИБА в Тайбэе, отметился выступлением на Кубке мира в Москве, где был остановлен кубинцем Янкьелем Леоном. Став третьим на африканской олимпийской квалификации в Алжире, прошёл отбор на Олимпийские игры в Пекине. На сей раз выступал в категории до 54 кг, благополучно прошёл первых двоих соперников по турнирной сетке, тогда как в третьем бою со счётом 2:15 проиграл монголу Энхбатыну Бадар-Уугану.
Завершив спортивную карьеру в 2009 году, занялся тренерской деятельностью, в 2012—2015 годах возглавлял национальную сборную Ботсваны по боксу, в частности готовил команду к Олимпийским играм в Лондоне. Впоследствии переехал на постоянное жительство в США, работал тренером в боксёрском клубе в Боулдере, штат Колорадо.